# Гродненское воеводство
Гро́дненское воево́дство (пол. Województwo grodzieńskie) — административно-территориальная единица в Великом княжестве Литовском, существовавшая в 1793—1795 годах.
Образовано согласно решению Гродненского сейма (в воеводство был преобразован Гродненский повет Трокского воеводства). Гродненское воеводство было создано из земель Гродненского и Мерецкого поветов. Центр — город Гродно.
После присоединения к Российской империи по результатам третьего раздела Речи Посполитой 1795 года территория вошла в Слонимскую губернию.

## Административное деление
Делилось на три земли:
- Гродненская
- Волковысская
- Сокулковская

## Чиновники
На вальном сейме было представлено двумя сенаторами (воеводой и каштеляном) и шестью послами (от каждой земли).
Воевода: Антоний Суходольский (07.03.1794 — 1795). Каштелян: Казимир Вольмер (26.10.1793 — 1795).